# 1957 no jornalismo
Nesta página encontrará referências aos acontecimentos directamente relacionados com o jornalismo ocorridos durante o ano de 1957.

## Eventos
- Julho — Publicação do  jornal "Alma de Marialvas" em Lisboa. Não voltou a ser publicado.[1]
- 27 de dezembro - Última edição do jornal brasileiro "A Noite".

## Nascimentos
| Data          | Nome                   | Profissão                                                 | Nacionalidade | Observações | Ref   |
| ------------- | ---------------------- | --------------------------------------------------------- | ------------- | ----------- | ----- |
| 27 de março   | Leonor Pinhão          | jornalista                                                | Portugal      |             |       |
| 18 de maio    | José Arbex Junior      | jornalista e escritor                                     | Brasil        |             |       |
| 19 de maio    | José Luiz Datena       | jornalista, locutor esportivo e apresentador de televisão | Brasil        |             |       |
| 2 de junho    | António Costa Santos   | jornalista e escritor                                     | Portugal      |             |       |
| 7 de junho    | Christina Rocha        | jornalista, modelo, apresentadora de televisão            | Brasil        |             |       |
| 16 de julho   | António Simões do Paço | jornalista, editor e historiador                          | Portugal      |             | [ 2 ] |
| 10 de outubro | Barbara Gancia         | jornalista                                                | Brasil        |             |       |
| ??            | Eleonora de Lucena     | jornalista                                                | Brasil        |             |       |

## Mortes
| Data       | Nome         | Profissão             | Nacionalidade                              | Observações | Ref |
| ---------- | ------------ | --------------------- | ------------------------------------------ | ----------- | --- |
| 9 de abril | Belo Redondo | escritor e jornalista | Reino Unido de Portugal, Brasil e Algarves | n. 1900     |     |